# Pirrol
A pirrol egy aromás, heterociklusos vegyület. Öttagú gyűrűjében nitrogénatom található, a nitrogénatomhoz egy hidrogénatom kapcsolódik. Színtelen folyadék, szaga a kloroforméra emlékeztet. Forráspontja 131 °C, jóval magasabb, mint a hasonló szerkezetű furáné és tioféné. Ennek az az oka, hogy a pirrol iminocsoportja (-NH-) hidrogénkötéseket alakíthat ki. Rosszul oldódik vízben, de korlátlanul elegyedik sok szerves oldószerrel.

## Jelentősége
A pirrol a legfontosabb heterociklusos alapvegyületek egyike, a pirrol, illetve telített származéka, a pirrolidin számos nagy biológiai jelentőségű vegyület felépítésében részt vesz. Ezek közé tartoznak a hemoglobin, a klorofill, egyes fehérjéket felépítő aminosavak (a prolin, a hidroxiprolin és a triptofán), egyes, a biológiai oxidációban szerepet játszó enzimek (citokromok, peroxidáz, kataláz), az epefestékek, a vitaminok közé tartozó cianokobalamin (B12 vitamin), és a növényi hormonok közé tartozó heteroauxin.

## Története
A pirrolt Runge írta le először 1834-ben. Megtalálta a kőszén-, a csont-, és a szarukátrányban. Ő fedezte fel, hogy a pirrol gőzei vörösre színezik a sósavval átitatott fenyőfát, a neve is ebből ered (pürrosz ógörög nyelven tűzpiros). Először Schwanert tudott pirrolt laboratóriumban szintetizálni, 1860-ban. Baeyer és Emmerling jött rá arra 1870-ben, hogy a pirrol gyűrűs szerkezetű.

## Kémiai tulajdonságai
A pirrol nitrogénatomjának nemkötő elektronpárja a π-elektronszextett kialakításában vesz részt, emiatt a pirrol bázicitása kicsi. Bázisállandójának (pKb) értéke körülbelül 13,6. Savak hatására a pirrol nem sót képez, hanem elgyantásodik, barnásvörös színű, amorf anyaggá alakul. A protonfelvétel az aromás kötési rendszer megszűnésével jár. A pirrol elektronküldő alkilcsoportokkal szubsztituált származékai viszont már savakkal sót képeznek.
Az aromás jelleg miatt a pirrol inkább enyhén savas karakterű. Szilárd kálium-hidroxiddal hevítve pirrol-káliummá alakul. Káliummal reagáltatva hidrogénfejlődés közben szintén pirrol-kálium képződik. A pirrol-kálium víz hatására nagyon könnyen pirrollá és kálium-hidroxiddá hidrolizál, ez arra utal, hogy a pirrol nagyon gyenge sav. A pirrol-káliumnak preparatív jelentősége van, mert szén-dioxiddal pirrol-karbonsavak keletkezése közben reagál.
Aromás szerkezete miatt csak nagyon nehezen telíthető hidrogénezéssel pirrolidinné. A folyamat csak erélyes behatásra megy végbe, sav platinakatalizátor jelenlétében. A sav megbontja a pirrol aromás kötésrendszerét, ezért mehet végbe így a telítés. A pirrol részleges telítése is megvalósítható, cink és sósav hatására 3-pirrolin keletkezik.
Aromás szerkezetének megfelelően adja az aromás elektrofil szubsztitúciókat. Gyantásodás miatt a nitrálása és a szulfonálása közvetlenül nem valósítható meg. Füstölgő salétromsavval ecetsav-anhidrides közegben, hűtés közben végzett nitrálásakor főként 2-nitro-pirrol és kisebb mennyiségben (körülbelül 7%) 3-nitro-pirrol keletkezik. A szulfonálása piridines közegben játszódik le kén-trioxid hatására, a hozam körülbelül 90%. Halogénezése is gyantásodással jár, de hűtött etanolos közegben a brómozása lejátszódik, tetrabrómpirrol keletkezik.

## Előállítása
A furán gőzei ammóniával reagálva 450 °C-on katalizátor jelenlétében pirrollá alakulnak, a hozam körülbelül 30%. A szukcindialdehid oldatába ammóniát vezetve addíciós termék keletkezik. Ez a vegyület állás közben lassan pirrollá alakul. A szukcinidaldehidet ammónium-acetátot tartalmazó jégecetben oldva rögtön pirrol keletkezik. Ez a Paal-Knorr szintézis, amivel más 1,4-dioxovegyületekből kiindulva pirrolszármazékok is előállíthatók. Az acetilénből előállítható 1,4-butindiolból, ha gőzfázisban katalizátor jelenlétében ammóniával reagál, szintén pirrol képződik.